# 首都圏新都市鉄道TX-3000系電車
首都圏新都市鉄道TX-3000系電車（しゅとけんしんとしてつどうTX-3000けいでんしゃ）は、首都圏新都市鉄道の交直流通勤形電車。2020年3月14日のダイヤ改正より、同社つくばエクスプレスで運用が開始された。

## 概要
つくばエクスプレスの開業から約10年が経過し、既存路線からの転換や沿線の開発が進んだことでの急激な人口増加が続いていることなどに伴って、開業当初は1日15万人程度だった乗客数が2016年度は約35万人に増大し、ラッシュ時間帯における混雑率が上昇している状況にあった。混雑緩和を図るため、最混雑区間である青井駅 - 北千住駅間を含む秋葉原駅 - 八潮駅の1時間当たりの本数を22本から25本に増便することによって乗車率を低減させることを目的として、6両固定5編成30両の新規導入が2018年6月に発表された。
新造されたTX-3000系は、2019年11月3日につくばエクスプレス総合基地（TX総合基地）で開催された「つくばエクスプレスまつり2019」で一般公開され、同線利用者や鉄道ファンら一般人に対して初めてお披露目された。

## 解説

### 車体
車体はアルミニウム合金製ダブルスキン構造の中空押出形材で構成し、これらの部材を摩擦攪拌接合 (FSW) により接合している。側面には片側4か所の両開き客用扉を有する。車体のサイズは、全長20,000mm・全幅2,930mm級で、その幅は日本の軌間1067mm路線の中では最大級となる、いわゆる「拡幅車体」を採用している。前照灯は片側8粒ずつのLED式で、ロービーム（下向き）時は外側の2灯が点灯し、ハイビーム（上向き）時は8灯すべてが点灯する。先頭車両の傾斜は強くなっている
近年の新規鉄道事業者では珍しく、急行灯を設置する（前面上部尾灯の横）。
車両の外観上の特徴として、駅停車時に車両と可動式ホーム柵を視認しやすくなるようドア部分が青色になっている。行先表示器にはセレクトカラーLED式を採用し、視認性の向上を図っている。

### 車内
内装は、従来車両と同様にオールロングシートの座席配置となっており、1人分の座席掛け幅は460 ㎜、一般席（ドア間の7人掛け）は青色の座席表地、車端部の3人掛けは優先席で 座席表地はだいだい色として区別している（一般席を含めて筑波山をイメージした模様入り）。優先席のうち1 - 3号車の秋葉原寄りと4 - 6号車のつくば寄りには形状の異なる「ユニバーサルデザインシート」がある。これは座高を高く、浅くすることで立ち座りによる身体的負担が軽減されるという、日立製作所と川上元美らによって設計されたシートで、2020年度 GOOD DESIGN AWARD（グッドデザイン賞）も受賞している。このため、本系列では既存車両とは異なり、一般座席を含めて日立製作所製のものを採用している（既存車両は住江工業製であった）。この座席はTXｰ3000系のほかに相鉄12000系電車等にも使われている。
TX-3000系から初めて取り入れられたものや特徴として、各ドアの上部への42インチハーフ液晶式車内案内表示器（PIS装置・Passenger Information System）の設置、荷棚や座席横の仕切り、車端部の貫通引戸に透明強化ガラスを用いることでの開放感の創出などが挙げられる。側窓ガラスにはUV（紫外線）カットのグリーン色の着色ガラスを採用しており、遮光用にカーテンを設置する。
車内案内表示器（PIS装置）は広告映像の配信と日本語、英語、中国語、韓国語の4か国語での旅客案内に対応している。ただし、広告映像は他社で行っているようなWiMAX通信やミリ波を使用したリアルタイムのニュース配信や運行情報の配信には対応していない。ドアの開閉時にはドアチャイム鳴動のほか、ドア開閉表示灯を配置しており、一般的なドア開閉時に赤色が点滅する機能に加えて、駅接近時に青色でドア開方向を予告点灯する機能を備えている。側扉上に、防犯カメラが1両に4ヶ所設置されている
車椅子スペースはフリースペースという名称となり、車椅子利用者以外にベビーカーなども利用可能で、各車両の車端部に設置する。このスペースには、安全手すり、壁面暖房器、非常通報装置を設置する。非常通報装置は各車両に3台設置されている。つり革は従来車両と比較して、各車約30個増設されている。

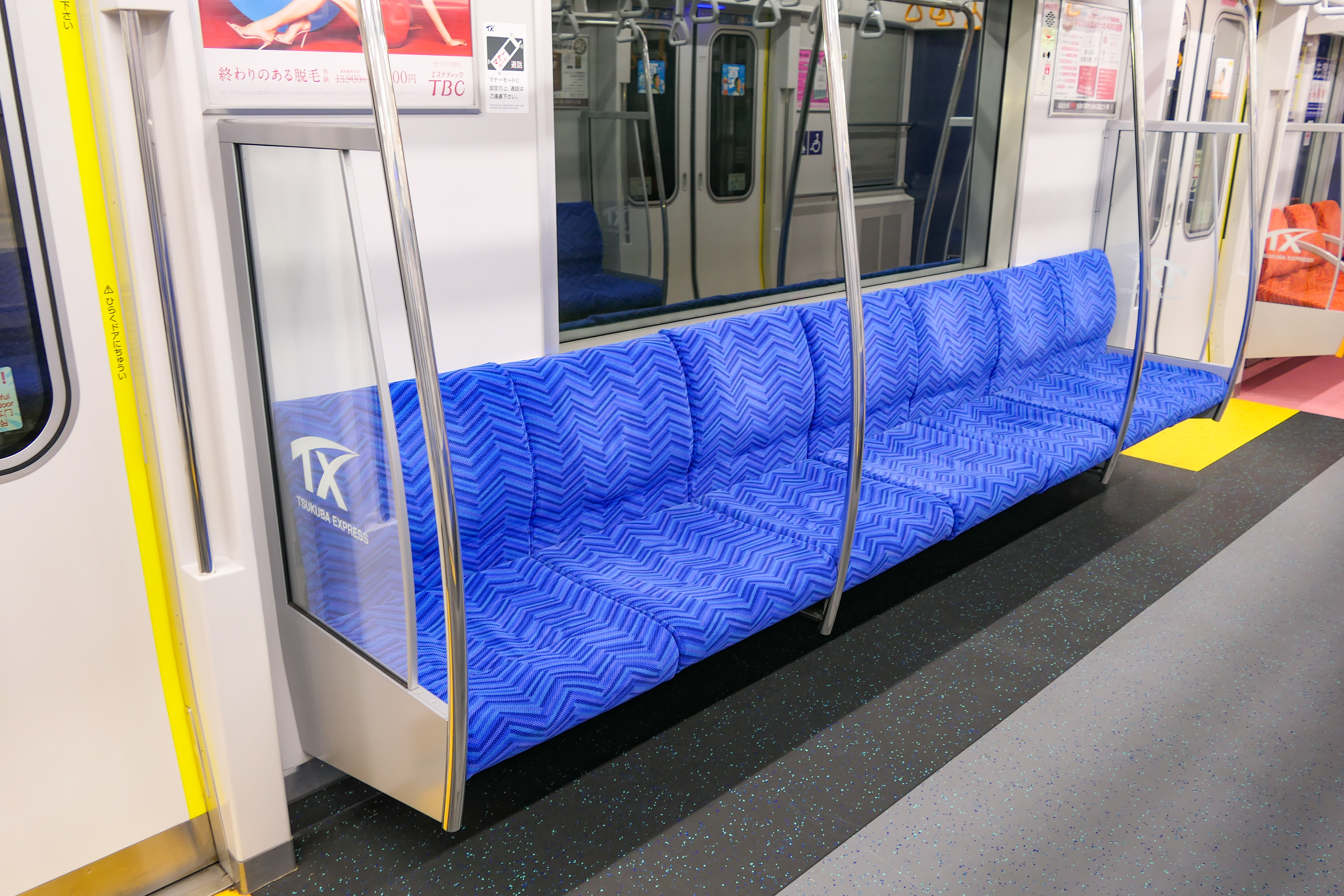
ロングシート
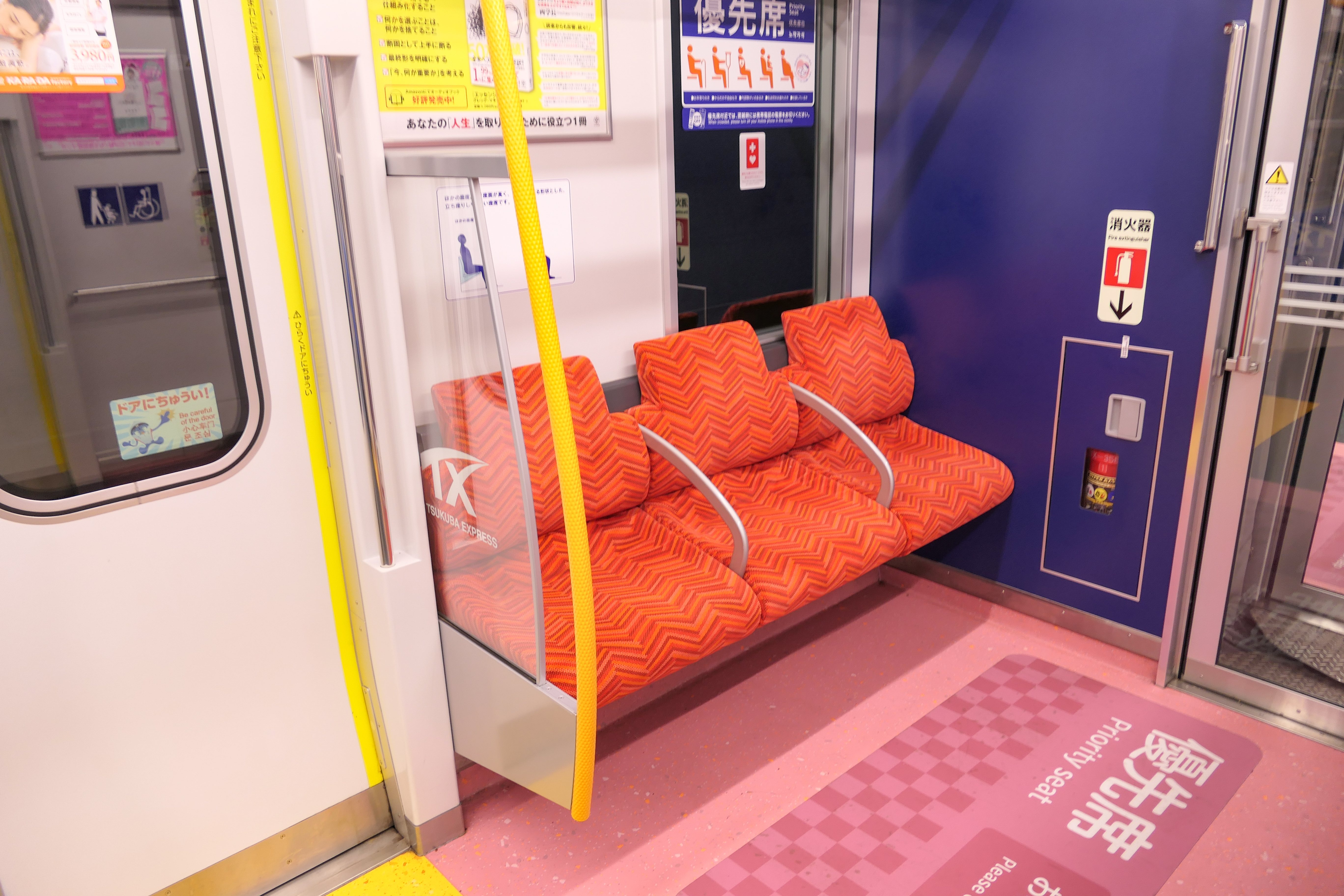
ユニバーサルデザインシート（優先席）
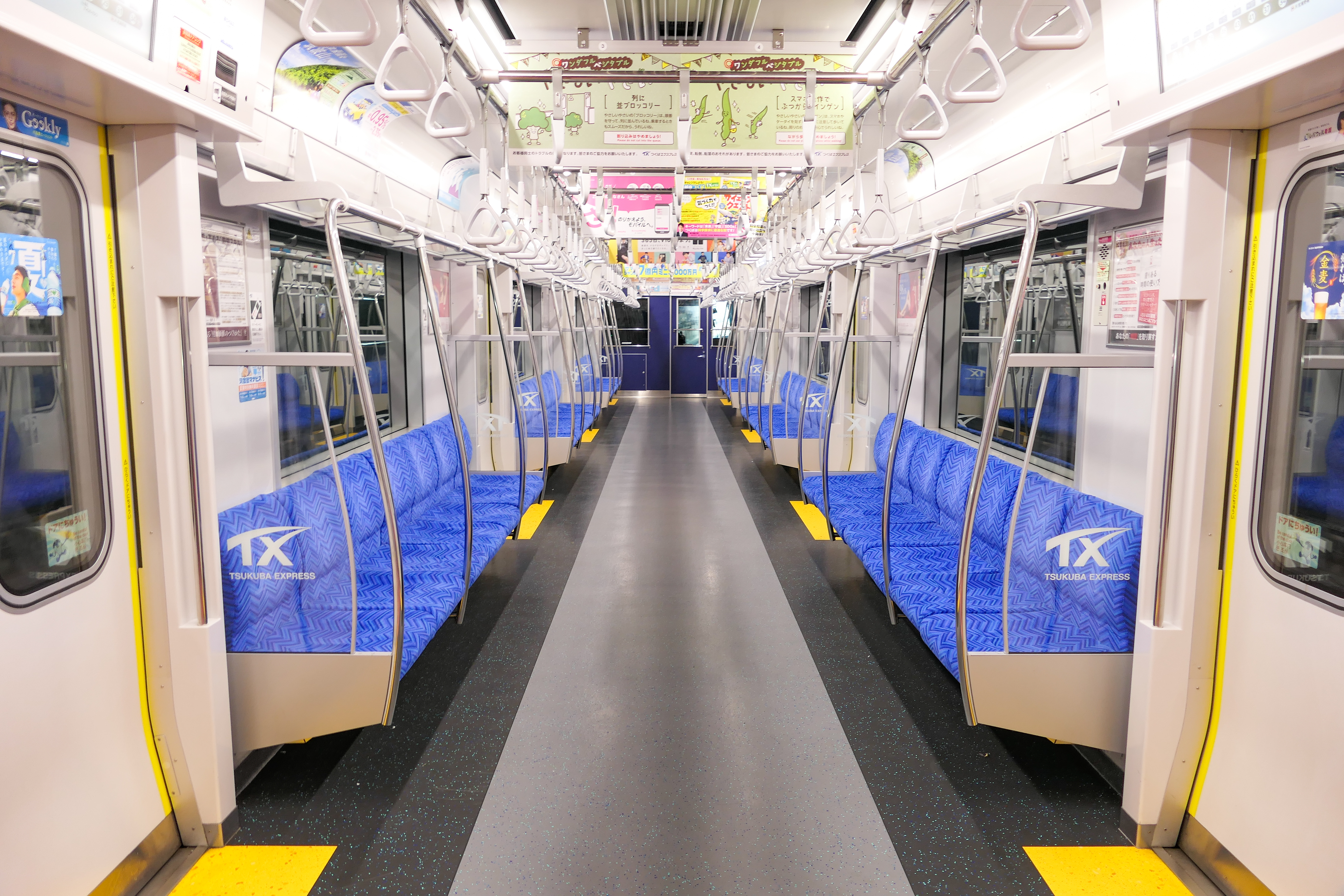
車内（3681）
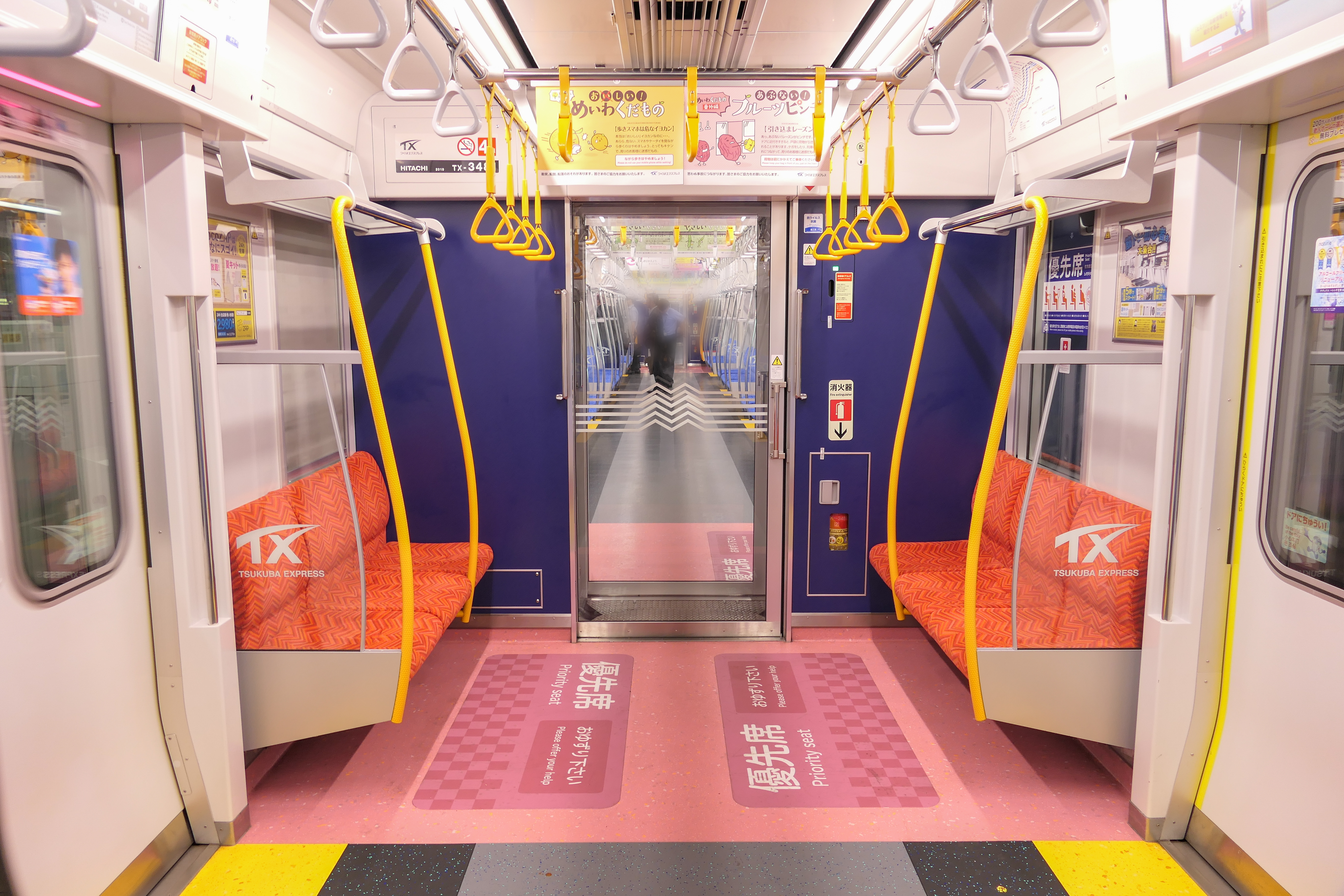
優先席（3481）
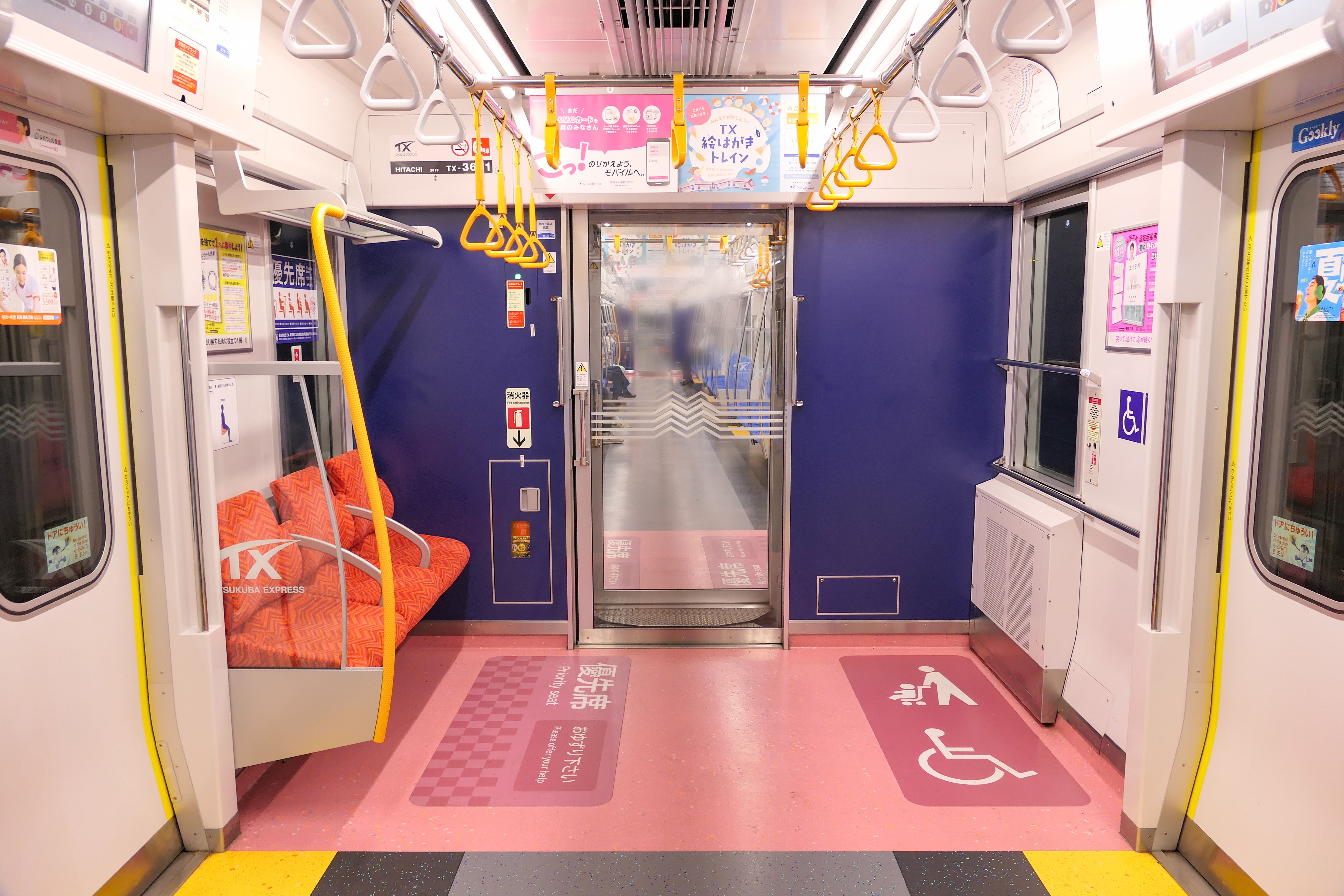
ユニバーサルデザインシート（優先席・左）とフリースペース（右）（3681）
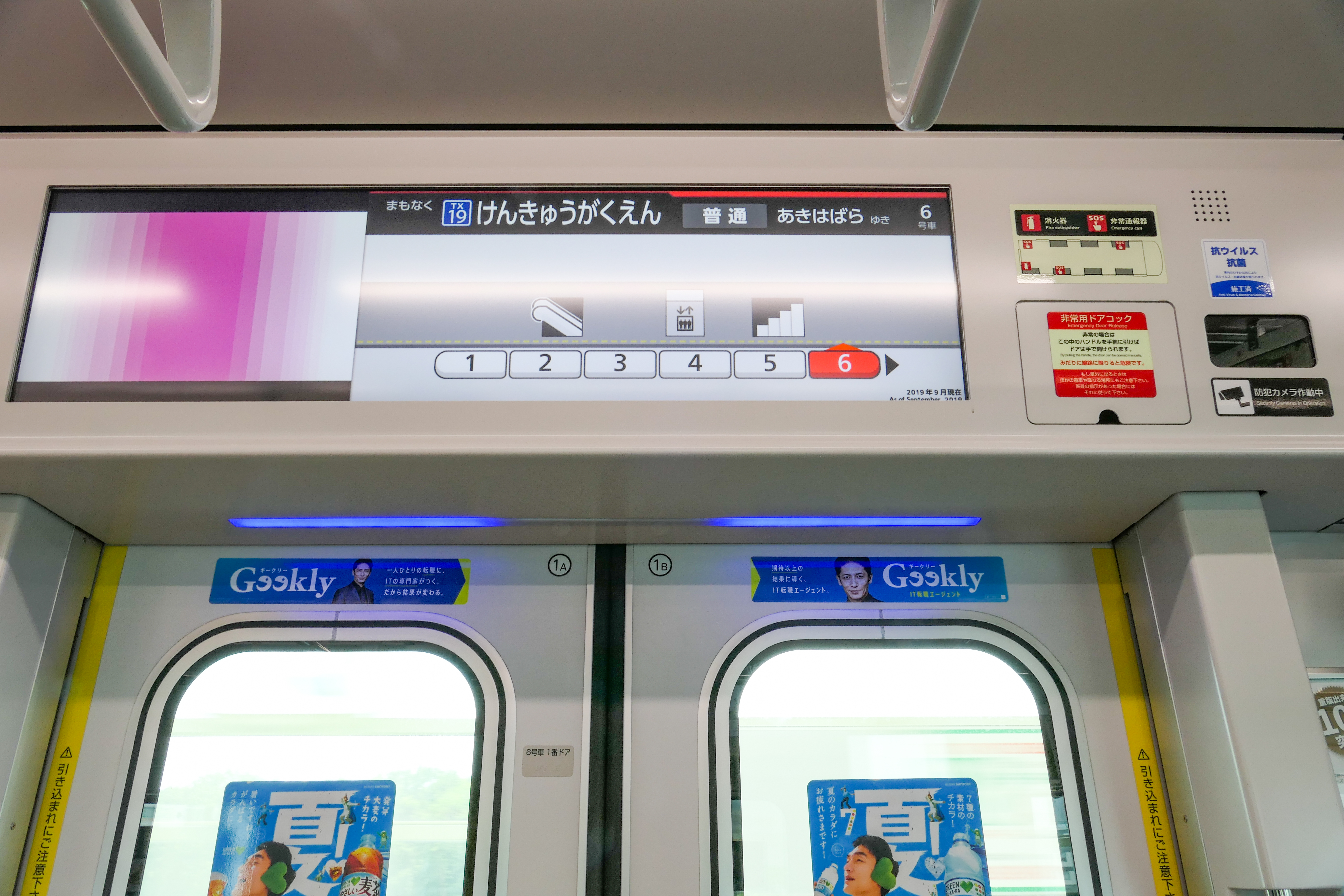
LCD式の車内案内表示器と、ドアの開閉予告で青色に光るランプ（3681）
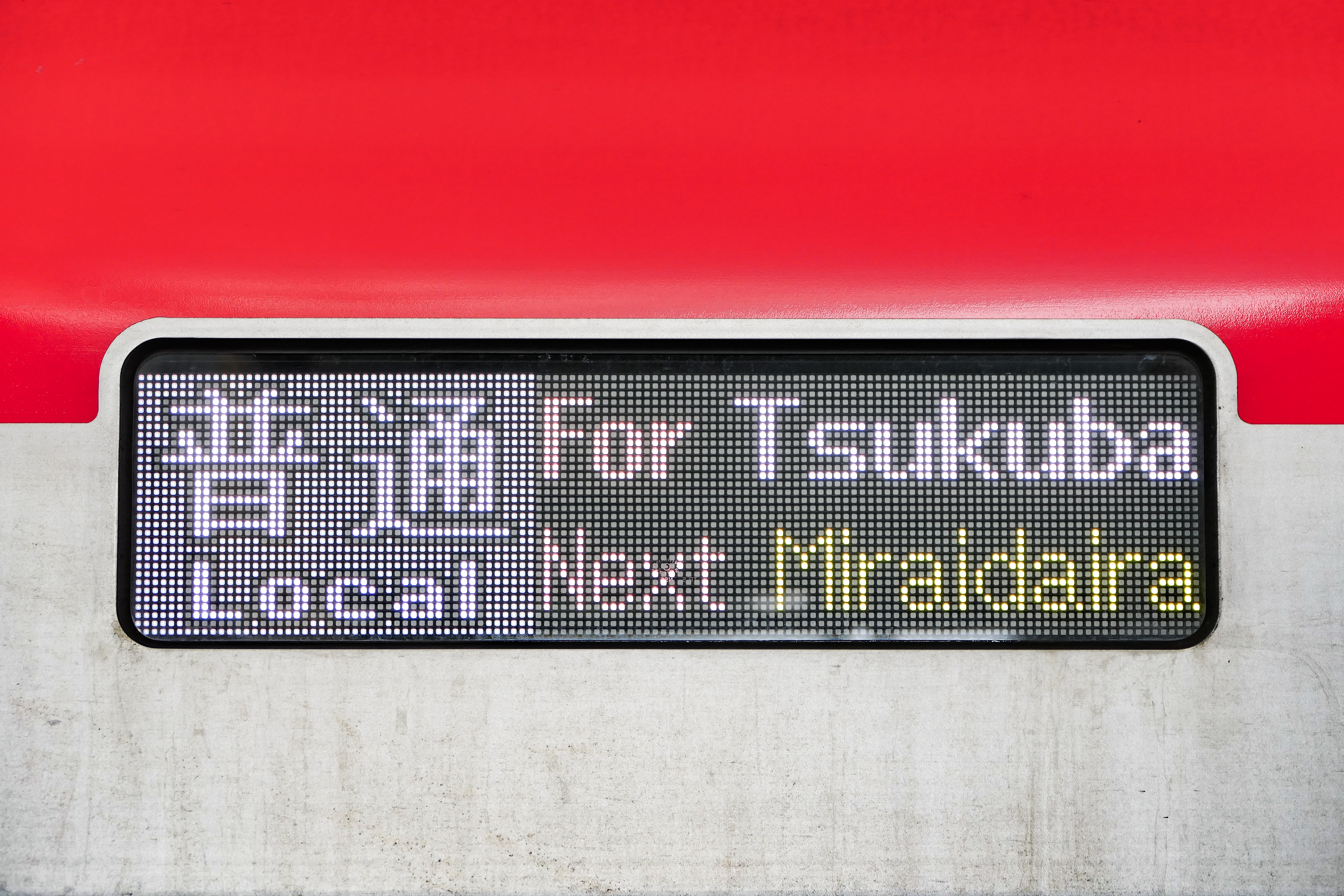
セレクトカラーLED式の行先表示器（3681）

戸閉装置（ドアエンジン）は富士電機製のFCPM方式（ラック・アンド・ピニオン方式）電気式戸閉装置を採用している。駅構内に長時間停車した場合を考慮して、限定開扉機能（片側4か所の扉のうち、3か所を閉め切る機能）を有する。
冷房装置は集中式の稼働率制御方式（ON/OFF制御方式）で能力48.84kW (42,000kcal/h・三菱電機製CU719形) 品が搭載されている。空調運転モードは、通常はマイコンによって最適な空調を選択する「全自動」モードを使用するが、手動による「冷房」「除湿」「暖房」「送風」を選択することもできる。暖房は各座席下にシーズワイヤヒーターを設置する。大部分の側窓は固定式であり、非常時の車内換気のため、各車の屋根上に非常換気装置を1台備えている。空調装置に隣接しており、TX-3100形 - 3500形はつくば寄りに、TX-3600形は秋葉原寄りに搭載される。

### 乗務員室
乗務員室内は黒色の配色とした。運転台は左手操作式ワンハンドルマスコンと、速度計・双針圧力計等の計器類や各種表示灯を液晶モニターに集約したグラスコックピット構造を採用した。この液晶モニターは正面パネルに2画面と右袖部に1画面が設置されており、故障時には相互でバックアップできる機能を設けている。

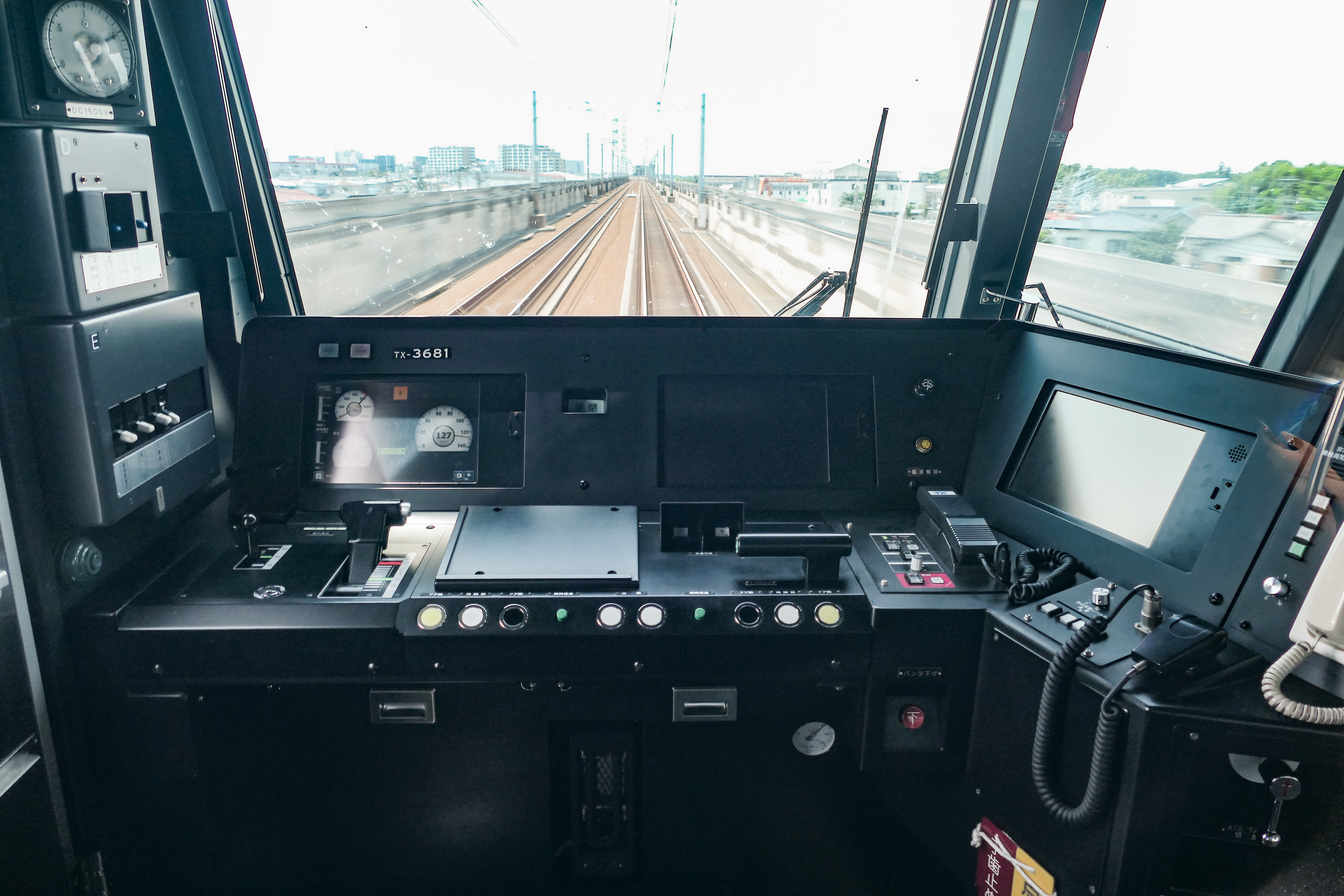
運転席（3681）

### 走行機器など
主変圧器、主変換装置、主電動機（主回路機器）、補助電源装置、車両制御情報管理装置（Synaptra）、保安装置などは日立製作所が製作した。床下機器は、ダブルスキン構体の一部であるマウンティングレール（カーテンレール状のつり溝）にボルトで吊り下げる方式である。主変圧器は一次巻線が1,563 kVA、二次巻線が1,300 kVA、三次巻線が263 kVAの容量を備えている。
主変換装置はフルSiC-MOSFET素子を使用した2レベルPWMコンバータ + VVVFインバータ制御方式である。制御方式は、1台の主変換装置に主電動機2台を制御するインバータを2群搭載した、1C2M2群制御を採用している。主電動機は190kW出力の全閉外扇式かご形三相誘導電動機である。
台車は川崎重工業製の軸梁式軸箱方式ボルスタレス台車を採用した。形式はTX-1000系・2000系と同じもので、動力台車がKW167形、付随台車はKW168形である。ヨーダンパを備えており、基礎ブレーキは動力台車が片押し式踏面ブレーキ（ユニットブレーキ）、付随台車がユニットブレーキに加えて1軸2枚のディスクブレーキを併用する。
ブレーキ装置は回生ブレーキ併用電気指令式空気ブレーキで、保安ブレーキ、耐雪ブレーキ機能を有する。遅れ込め制御は、Synaptraにより編成全体で行っている。電動空気圧縮機 (CP) はドイツ・クノールブレムゼ製で、潤滑油が不要なオイルフリーレシプロ式 (VV180-T形)を採用している。吐出量は1,300 L/min、1編成で2台を搭載する。
補助電源装置はSiC素子を使用した200kVA容量の静止形インバータ（SIV・出力電圧三相交流440V）を編成で2台搭載した。SIVは、出力する交流波型を同期させた「並列同期運転」を行っている。 両先頭車に搭載する蓄電池は、負荷が増加したことから80Ahから100Ahに増強した。
車両制御情報管理装置には日立製作所製のSynaptraを採用しており、車両間の伝送路にイーサネットケーブルを使用することで大容量のデータ通信が可能である。列車無線装置はデジタル方式空間波無線を搭載しており、乗務員 - 総合指令所間の通話に加え、防護発報機能、非常通報器 - 総合指令所間通話機能、総合指令所から列車内への放送機能などを備えている。
ATCとATO、TASCを搭載し、運転士のボタン操作一つ（実際には、マスコンのノッチ入れ、つまりレバーを引く操作）で加速から停車までを自動で行うようになっている。

## 編成
| \| \| ← つくば秋葉原 → \| \| \| \| \| \| \| 号車 \| 1 \| 2 \| 3 \| 4 \| 5 \| 6 \| \| 形式 \| TX-3100形 (CT1) \| TX-3200形 (M1) \| TX-3300形 (M2) \| TX-3400形 (M1') \| TX-3500形 (M2') \| TX-3600形 (CT2) \| \| 搭載機器 \| CP,BT \| MTr,CI \| CI,SIV \| MTr,CI \| CI,SIV \| CP,BT \| \| 重量 \| 30.7t \| 37.9t \| 34.3t \| 37.6t \| 34.8t \| 31.7t \| \| 定員 \| 140人 \| 151人 \| 151人 \| 151人 \| 151人 \| 140人 \| \| 座席定員 \| 45人 \| 51人 \| 51人 \| 51人 \| 51人 \| 45人 \| | |                |                |                 |                 |                 |
| 形式 - CT：制御車 - M：電動車 | 機器 - MTr：主変圧器 (Main-Transformer) - CI：主変換装置 (Converter・Inverter) - CP：電動空気圧縮機 (Compressor) - SIV：静止形インバータ - BT：蓄電池（バッテリー） |                |                |                 |                 |                 |
| | ← つくば秋葉原 → |                |                |                 |                 |                 |
| 号車 | 1 | 2              | 3              | 4               | 5               | 6               |
| 形式 | TX-3100形 (CT1) | TX-3200形 (M1) | TX-3300形 (M2) | TX-3400形 (M1') | TX-3500形 (M2') | TX-3600形 (CT2) |
| 搭載機器 | CP,BT | MTr,CI         | CI,SIV         | MTr,CI          | CI,SIV          | CP,BT           |
| 重量 | 30.7t | 37.9t          | 34.3t          | 37.6t           | 34.8t           | 31.7t           |
| 定員 | 140人 | 151人          | 151人          | 151人           | 151人           | 140人           |
| 座席定員 | 45人 | 51人           | 51人           | 51人            | 51人            | 45人            |

- パンタグラフはTX-3200形、TX-3400形に搭載。
- 両先頭車には保安装置としてATC/ATO装置、ATO車上子、戸閉制御切換装置を搭載。
- TX-3600形には床下に列車無線装置と無線アンテナ4基（床下側面）を設置。
- 静止形インバータのほか、両先頭車には換気用インバータを搭載。

つくばエクスプレスでは沿線の利用客増加に伴い、2030年代の前半を目安に8両編成へ増強する。そのため、当形式も中間に電動車と付随車各1両を挿入した8両編成の増強が予定されている。

## 運用
秋葉原駅 - つくば駅の全区間で運用されており、全ての列車種別（快速・通勤快速・区間快速・普通）に充当される。